# Старе Козловиці
Старе Козловиці (пол. Stare Kozłowice) — село в Польщі, у гміні Віскітки Жирардовського повіту Мазовецького воєводства.
Населення — 534 особи (2011).
У 1975-1998 роках село належало до Скерневицького воєводства.

## Демографія
Демографічна структура станом на 31 березня 2011 року:
|          | Загалом | Допрацездатний вік | Працездатний вік | Постпрацездатний вік |
| -------- | ------- | ------------------ | ---------------- | -------------------- |
| Чоловіки | 260     | 48                 | 176              | 36                   |
| Жінки    | 274     | 41                 | 160              | 73                   |
| Разом    | 534     | 89                 | 336              | 109                  |